# Борман, Рольф
Рольф Борман (нем. Rolf Borrmann; 23 июля 1928, Магдебург, Веймарская республика, — 19 декабря 2007, Берлин, Германия) — немецкий педагог и спортивный функционер. Первоначально работал учителем и директором ПТУ. В 1961 году получил учёную степень доктора на основании защиты диссертации «Разъяснение половых вопросов детям и подросткам с учётом участия учителя общеобразовательной политехнической школы в ГДР» (нем. Die sexuelle Belehrung der Kinder und Jugendlichen unter besonderer Berücksichtigung der Teilnahme des Lehrers der allgemeinbildenden polytechnischen Oberschule in der Deutschen Demokratischen Republik) в Берлинском университете имени Гумбольдта. С 1970 года работал в новообразованной Академии педагогических наук ГДР. Специализировался в области сексуального просвещения и в СССР был известен как автор книги «Молодёжь и любовь», чьё 3-е издание было переведено на русский язык и опубликовано в 1975 году.
Был женат, трое детей.

## Публикации
- Die Beziehungen der Jugendlichen zum anderen Geschlecht und ihre pädagogische Beeinflussung, 1965
- Jugend und Liebe, Leipzig: Urania, 1966
Перевод на русский язык: Борман, Рольф. Молодежь и любовь : Сокр. пер. с нем. Переводчик Е. К. Кухиева. / Общ. ред. и послесл. д-ра мед. наук Л. А. Богданович. - Москва : Прогресс, 1975. - 158  160 с.; 21 см.
- Eltern als Sexualerzieher, Berlin: Volk und Wissen, 1974